# Cro Cop Final Fight
Cro Cop Final Fight(クロ・コップ・ファイナル・ファイト)は、2012年3月10日、クロアチア・ザグレブで開催された格闘技イベント。全試合K-1ルールで行われ、メインイベントではK-1、PRIDE、UFCで活躍したミルコ・クロコップの引退試合が行われた。

## 試合結果
第1試合 K-1ルール　3分3R
○ ミラン・ファビアノ vs. アイヴァン・ポサビック ☓
3R終了 判定

第2試合 K-1ルール　3分3R
○ サハク・パパリヤン vs. トニー・ミラノビッチ ☓
3R終了 判定

第3試合 K-1ルール　3分3R
○ ミッチェル・ドゥト vs. ステファン・ジェリック ☓
3R終了 判定

第4試合 K-1ルール　3分3R
○ アグロン・プレテニィ vs. アッシ・ガイ・パコム ☓
3R終了 判定

第5試合 K-1ルール　3分3R
○ マラディン・コジョンディック  vs. マリン・ドセン ☓
3R終了 判定

第6試合 K-1ルール　3分3R
○ ムラデン・ブレストバッチ vs. ムラッド・ボウジディ ☓
1R TKO

第7試合 K-1ルール　3分3R
○ イゴール・ユルコビッチ vs. フレディ・ケマイヨ ☓
3R+延長戦終了 判定2-0

第8試合 K-1ルール　3分3R
○ ダニエル・ギタ vs. セルゲイ・ラシェンコ ☓
3R TKO

第9試合 メインイベント K-1ルール　3分3R
○ ミルコ・クロコップ vs. レイ・セフォー ☓
3R終了 判定